# طريق كينت القديم
طريق كينت القديم (بالإنجليزية: Old Kent Road)‏ هو ممر رئيسي في جنوب شرق لندن، إنجلترا، يمر عبر بلدية ساوثوارك. حيثُ كان جزءًا من طريق قديم رصفه الرومان واستخدمه الأنغلوسكسون، الذين أطلقوا عليه اسم "وايسيلينغا ستريت" (شارع وايسيلينغا). وهي الآن جزء من الطريق السريع A2، الذي يعتبر طريقًا رئيسيًا يربط لندن بميناء دوفر. كانت هذه الطريق مهمة في عصر الرومان حيث كانت تصل لندن بالساحل في ريتشبورو ودوفر عبر كانتربيري. وكانت هذه الطريق مسارًا للحجاج في العصور الوسطى كما هو موجود في كتاب شوسر "قصص كانتربري"، حيث كان يُعرف طريق الكنت القديمة في تلك الفترة بشارع كنت. وقد أُستخدم هذا المسار أيضًا من قبل الجنود العائدين من معركة أجينكور.
في القرن السادس عشر، كانت كنيسة سانت توماسواترينج على طريق الكنت القديمة مكانًا، حيثُ أُعدم المعارضين الدينيين والمذنبين بالخيانة علنيًا. كان الطريق طبيعيًا ريفيًا وتم بناء عدة نزل للمسافرين بجواره. في القرن التاسع عشر، حصل الطريق على اسم "طريق الكنت القديمة" وتم إقامة العديد من المنشآت الصناعية بالقرب من قناة ساري وتم تطوير عمل كبير وهو "مصنع الغاز العمومي". في القرن العشرين، تم هدم الممتلكات القديمة لأغراض التطوير وتم إنشاء حديقة بورجيس. افتتحت حمامات طريق الكنت القديمة حوالي عام 1905 وتوفر مرافق حمامات تركية وروسية. في القرن الواحد والعشرين، تم بناء العديد من حدائق التسوق والممتلكات النموذجية للتطوير خارج المدينة بجواره، بينما تم إعادة تطوير المحلات العامة لأغراض أخرى.

## الجغرافيا
يبدأ الطريق عند دوار "بركلايرز ارمي"، حيثُ يلتقي بطريق كينت الجديد وطريق تاور بريدج وشارع جريت دوفر. ويمتد إلى الجنوب الشرقي بعد بورغيس بارك وكنيسة المسيح وبيكهام وخط السكة الحديد من بيكهام راي إلى جنوب برموندسي.
في الجهة الشرقية لجسر السكك الحديدية، تعبر الطريق الحدود بين بلديتي لندن، ساوثوارك ولويشام، حيث تصبح الطريق المتجه إلى الأمام طريق نيو كروس. يبدو أن الطريق على الخريطة يشكل حدودًا بين وولوورث وبيكهام في الجنوب وبرموندسي في الشمال، على الرغم من أن حدود برموندسي تمتد على طول طريق رولز.

## التاريخ
كان طريق كينت القديم، أحد أقدم الطرق في إنجلترا، جزءًا من طريق سلتيك القديم الذي رصفه الرومان وتم تسجيله باسم إنتر الثالث على خط سير الرحلة الأنطونية . الأنغلوسكسون أطلقوا عليه اسم "واكيلينغا ستريت" (شارع واتلينغ). انضم إلى شارع ستين (شارع ستان)، طريق آخر قديم وروماني، في ساوثوارك قبل أن يعبر نهر التايمز عبر جسر لندن. الطريق الروماني Inter III كان واحدًا من أهم الطرق الرومانية في بريطانيا، حيث كان يربط لندن بكانتربري وموانئ القناة في ريتشبورو (روتوبيا) ودوفر (دوبريس) وليمبن (ليمانيس).
الحجاج، كما وثقهم شوسر في "قصص كانتربري"، سافروا عبر هذا الطريق من لندن وساوثوارك في طريقهم إلى كانتربري.
في عام 1415، كان هذا الطريق مكاناً للاحتفالات بعودة الجنود من معركة أجينكورت متجهين نحو لندن. تُظهر خريطة لندن التي رسمها جون روك، والتي نُشرت عام 1746، سياجًا على طول مسارها. افتُتحت محلٌّ عام "سائقي كنتيش" عام 1840، وحصلت على هذا الاسم نتيجة لأن الطريق كان ممراً رئيسياً لحركة حركة المزارعين وتجارة الأسواق.  كانت الطريق في معظمها طبيعية وريفية، محاطة بحقول ومطاحن الرياح ومع أحياناً نادٍ على الطريق حتى القرن التاسع عشر. جاء تسمية (طريق كنت القديم) إلى الاستخدام في أوائل القرن التاسع عشر، مع الجزء الممتد من شارع بورو هاي ستريت إلى تقاطع بركلايرز ارمي حافظ على اسم (شارع كنت) حتى تم تغييره إلى (شارع تابارد) في عام 1877.

### سانت توماس ووترنج

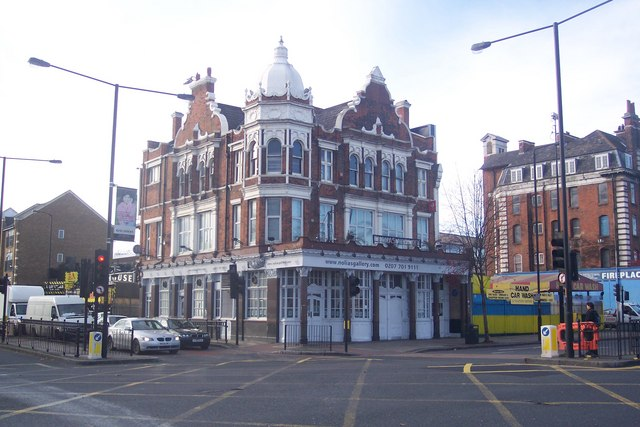
كانت حانة توماس آ بيكيت معلمًا هامًا على طريق كينت القديم. تحول المبنى إلى نولياس غاليري في الفترة من 2005 إلى 2009، والآن (2022) يضم مطعم فيتنامي.

الجسر في سانت توماس واترينغ فوق نهر نيكينجر كان عند تقاطع ما يُعرف الآن بشارع كينت القديم وشارع شورنكليف (المعروف سابقًا بشارع توماس). ويمثل حدود سلطة رئيس أساقفة كانتربري على قصور ساوثوارك ووالورث. كان ذلك حدَّ السلطة لمدينة لندن في عام 1550، بعد أن تم تأكيده في العديد من الميثاقات ووُضِع حجر الحدود في جدار محطة الإطفاء القديمة؛  والذي عُرِفَ بأنه المكان الأول لراحة الحجاج أثناء سفرهم إلى كانتربري. وكذلك كان هناك حانة قريبة تُدعى "توماس أ بيكيت"، في زاوية طريق ألباني، وكان اسمها مستمدًا من هذا المكان. التقى هنري الخامس بالجنود العائدين من أجينكور في هذا الموقع عام رحلة تشارلز الثاني على طول الطريق في طريقه لاستعادة العرش في مايو 1660 وصفها الكاتب وكاتب اليوميات المعاصر جون إيفلين بأنها "انتصار لحوالي 20 ألف حصان ورجل، يلوحون بسيوفهم ويصرخون بفرحة لا توصف".
أصبح موقع سانت توماس أو ووترينغ مكانًا لتنفيذ عقوبات الإعدام على الجرماء، حيث تُركت جثثهم معلقة على النصب الخشبية على الطريق الرئيسي من جنوب شرق إنجلترا إلى لندن. في 8 يوليو 1539، تم تعليق وربط وتقطيع غريفيث كليرك، كاهن واندسوورث، هنا بالإضافة إلى كاهنه الشخصي وشخصين آخرين، بسبب عدم اعترافهم بالسلطة الملكية لهنري الثامن. تم أيضًا إعدام الشهيد البروتستانتي الويلزي جون بنري هنا في 6 أبريل 1593؛  سمي شارع جانبي صغير قريب باسمه. تم إعدام الشهيدين الكاثوليك جون جونز وجون ريجبي في عامي 1598 و1600 على التوالي. 

### عائلة رولز

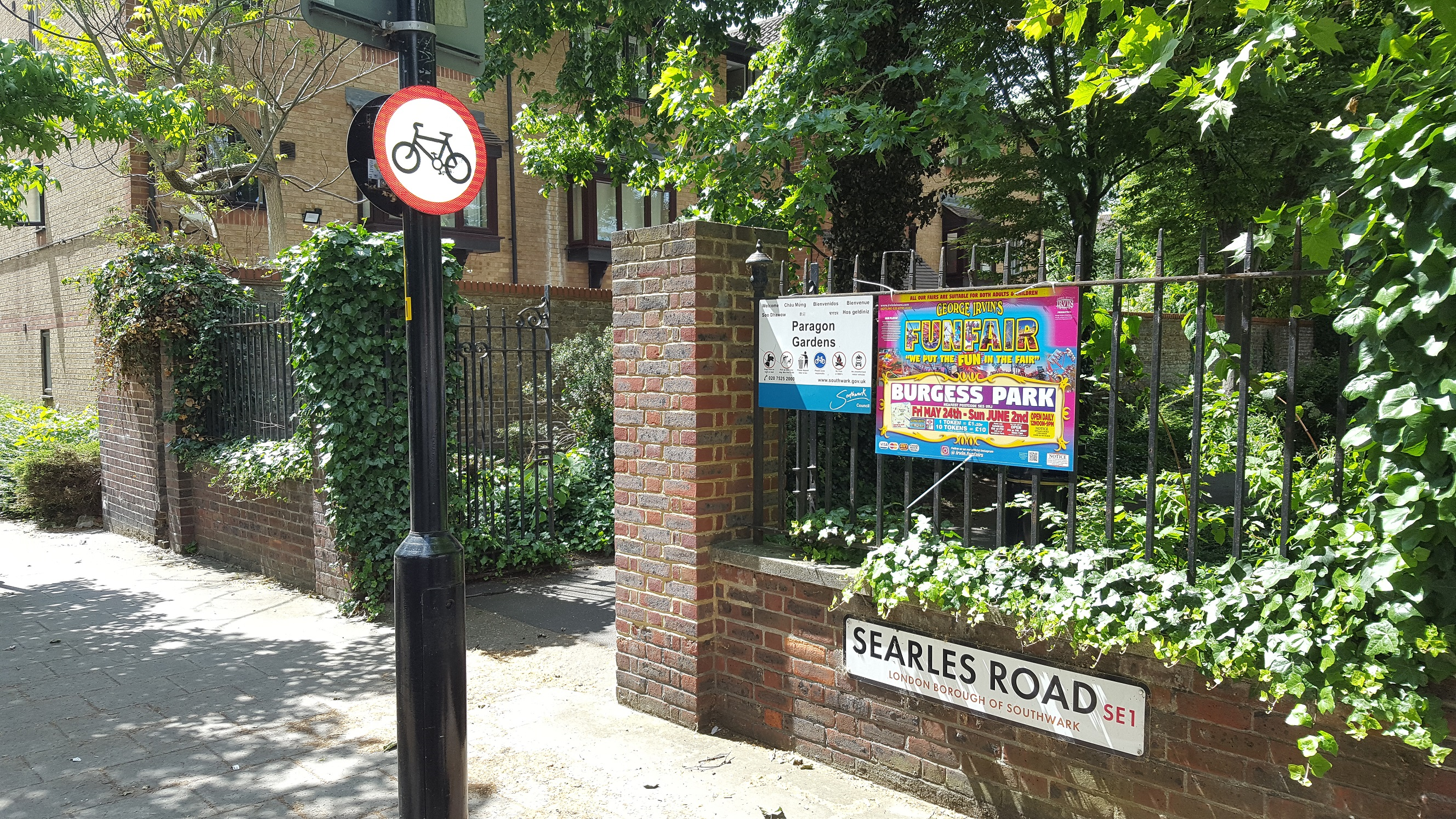
شارع ساوثوارك يخلد ذكرى مايكل سيرلز باسمه.

في أوائل القرن الثامن عشر، استحوذت عائلة رولز في ذا غرانج في بيرموندسي القريبة على مساحة كبيرة من الأرض حول طريق أولد كينت.  وشملت التطوير السكني الذي أصبح الآن ساحة ساري وباراجون، والتي صممها مايكل سيرلز في عام 1788، أدى الطريق الرئيسي إلى ظهور تطوّر طويل من البنية التحتية على شكل مسطّحات ضيقة بجانب الطريق، نتيجة لزيادة الحضرة في المنطقة العمرانية المتنامية. في بداية القرن العشرين، بُني منازل اجتماعية على الأراضي التي كانت مملوكة سابقًا لعائلة قامت بتبرع بمصالحها للمصلحة العامة، بما في ذلك مكتبة ويلز واي في برجس بارك، ومدرسة البنات في بريكلايرز آرمز (مدرسة سانت سافيور وسانت أوليف)، ومجمع بيبودي (شقق دوفر فلاتس وشقق واليران). آخر ما تبقى من مشاركتهم هو البيت الأبيض المنفصل بين مباني بيبودي إستيت، الذي بناه سيرلز في تسعينيات القرن الثامن عشر. بقيت السور والحديد الأصلي في التطوير الحالي في رقم 1. 155. احتل سيرلز المنزل فيما بعد وأصبح مكتب إدارة عقارات عائلة رولز الائتمانية. وكان آخر رجال رولز هو هون تشارلز ستيوارت رولز الذي كان سائق السيارات والطيار الرائد الذي شكل شراكة رولز رويس مع هنري رويس. 

### التنمية الصناعية
أدى افتتاح قناة ساري عام 1811  إلى تغيير طبيعة الطريق من الريف إلى الصناعي. تم إنشاء المدابغ على طوله وتم بناء مصنع لتصنيع الصابون.   تم تحويل الممتلكات القديمة التي كانت تُسكَن بواسطة الطبقات الاجتماعية العليا والوسطى إلى شقق للطبقة العاملة الناشئة. وبحلول افتتاح محطة بريكلايرز آرمز للبضائع في عام 1845، كانت الطريق مبنية بالكامل وكانت يُعتبر طريق رود القديم واحدة من أكثر المناطق ازدحامًا سكانيًا في أوروبا، حيث كان متوسط عدد السكان 280 نسمة لكل فدان مربع. كانت الأقسام على طول الطريق تجارية مع العديد من أكشاك السوق والبائعين حتى بناء خط الترام في عام 1871. مكتبة كامبرويل العامة رقم. 1، والذي أصبح فيما بعد متحف ليفيسي للأطفال ، صممه السير جورج ليفيسي في عام 1890. وظل  ظلت الجزء الجنوبي من الطريق سكنيًا طوال القرن التاسع عشر. تم بناء الأرقام 864 و 866 و 880-884 من قبل جون لامب في عام 1815، وتتميز برؤوس أمونايت، وهي ميزة زخرفية تشبه الأحافير، وهي ميزة استخدمت أيضًا في العمارة المعاصرة في برايتون.
المأوى الوطني للمُشروبات المُرخصة (الآن مساكن كارولين جاردنز)، وهو مجمع واسع لدور الإيواء في شارع أولد كنت قرب طريق المأوى (أسيلوم رود)، افتُتِح في عام 1827. كان أوَّل أنصاره الأمير أغسطس فريدريك، دوق ساسكس، تلاه الأمير ألبرت والأمير إدوارد.
مصنع الغاز الحضري، الذي يمكن التعرف عليه من خلال خزانات الغاز الكبيرة التابعة له، تأسس في عام 1833. كان يخدم منطقة تزيد مساحتها عن 13 ميلا مربعًا (34 كيلومتر مربع)، بما في ذلك أجزاء من ساوثوارك، كرويدون، نيوينغتون، لامبيث وستريثام. استدعت توسيع مصنع الغاز في عام 1868 هدم كنيسة كريست تشيرش في كامبرويل، التي تم بناؤها في عام 1838، وأعيد بناؤها على الجانب المقابل للطريق من قبل ليفزي. أُدير مصنع الغاز بواسطة ليفزي منذ عام 1840 حتى وفاته في عام 1908. وتم وضع تمثال له في الساحة الخلفية لمتحف ليفزي، مقابل المصنع.
خلال القرنين التاسع عشر والعشرين، جعل التركيب الصناعي والطبقي العامل لـ طريق أولد كنت ملاذًا للجريمة المنظمة والعنف. عملت عصابة ريتشاردسون السيئة السمعة في المنطقة، وأصبحت نوادي الملاكمة شعبية. نشأ فرانك مالوني، مدير لينوكس لويس، في المنطقة وتذكر قائلاً: "إذا لم تكن من ذوي الجرائم، اعتبر الناس أنك ضعيف". تدرب هنري كوبر في نادي الملاكمة أعلاه في مقهى توماس أ بيكيت من عام 1954 إلى 1968؛ وقد كشف عن لوحة زرقاء محلية في المكان في عام 2007. أثناء تصريف قناة ساري في عام 1971، تم اكتشاف عدد من الخزائن المتصدعة والمفتوحة التي تم رميها في الماء.

### الخدمات العامة
افتتحت محطة سكة حديدطريق كينت القديم في الطرف الجنوبي من الطريق في عام 1866 وأغلقت في عام 1917. افتتحت فرقة إطفاء لندن محطة إطفاء على الطريق حوالي عام وتم دمجها في فرقة إطفاء لندن من تم استبدال تشكيلها وفي عام 1904 بمحطة جديدة والتي تم استبدالها بدورها بأخرى على زاوية طريق كوبرز. تم هدم المحطة لإعادة تطويرها في عام 2014 وأعيد افتتاحها في العام التالي.
تم بناء حمامات Old Kent Road في عام 1906.  وفقًا لـ "الصرف الحديث"، كانت هذه الحمامات العامة هي الوحيدة في لندن التي كانت تقدم مرافق الحمام التركي في ذلك الوقت.صُممت الحمامات لتشمل حوضي سباحة، يبلغ طول كل منهما 75 قدم (23 م) بمقدار 30 قدم (9.1 م). في 1913-194، تم استخدام الحمامات من قبل 188,336 سباحًا خاصًا، 14,687 منهم استخدموا الحمامات الروسية أو التركية  أو الحمامات الكهربائية الخاصة. أشار الكتاب السنوي للبلدية لعام 1923 إلى "النجاح الكبير" للحمامات التركية والروسية.

### إعادة التطوير الحضري
على عكس العديد من الأماكن في لندن، لم تتعرض منطقة طريق أولد كينت لأضرار كبيرة نتيجة القنابل خلال الحرب العالمية الثانية.
في عام1958، أُفتتح جسر علوي في الطرف الشمالي مما يسمح بالوصول إلى طريق نيو كينت الذي يلبي التدفق الرئيسي لحركة المرور. خلال السبعينيات، هُدم العقارات الفيكتورية المتداعية الموجودة على طريق أولد كينت وما حوله لإفساح المجال أمام إنشاء مجمعات سكنية جديدة. أُنشئ بارك كجزء من خطة مقاطعة لندن في عام 1943، والتي أوصت بحدائق جديدة في المنطقة. تم بناء العديد من الأبراج على طول الطريق، على الرغم من أن بعض المباني التي تعود إلى القرن التاسع عشر. 
أُغلقت المنازل العامة على طريق كينت القديم منذ الثمانينيات. في وقت ما، كان هناك 39 حانة. بقرة دون في رقم. أُفتتح 279 في عام 1856 وكان معروفًا باسم قصر الجن، وأصبح فيما بعد بارًا للشمبانيا ومنسقي الأغاني المميزين مثل ستيف والش وروبي فنسنت. أُغلق المبنى في عام 2004 ليصبح غرفة جراحية. كان العالم انقلب رأسًا على عقب موجودًا على طريق كينت القديم منذ القرن السابع عشر، وربما تم تسميته على اسم اكتشاف أستراليا، أو أرض فان ديمن ، أو تييرا ديل فويغو في أمريكا الجنوبية. أصبحت الحانة مكانًا لعروض الموسيقى في القرن العشرين، وهنا حيث قدم لونغ جون بالدري أول أداء حي له في عام 1958. وهو الآن فرع من فروع دومينوز بيتزا.
في عام 2021، هُدم المبنى لبناء مسجد خصيصًا. أما متحف ليفسي للأطفال، فقد أغلق في عام 2008 بسبب تقليصات الميزانية البلدية ويُستخدم الآن للإقامة المؤقتة.

## معرض الصور

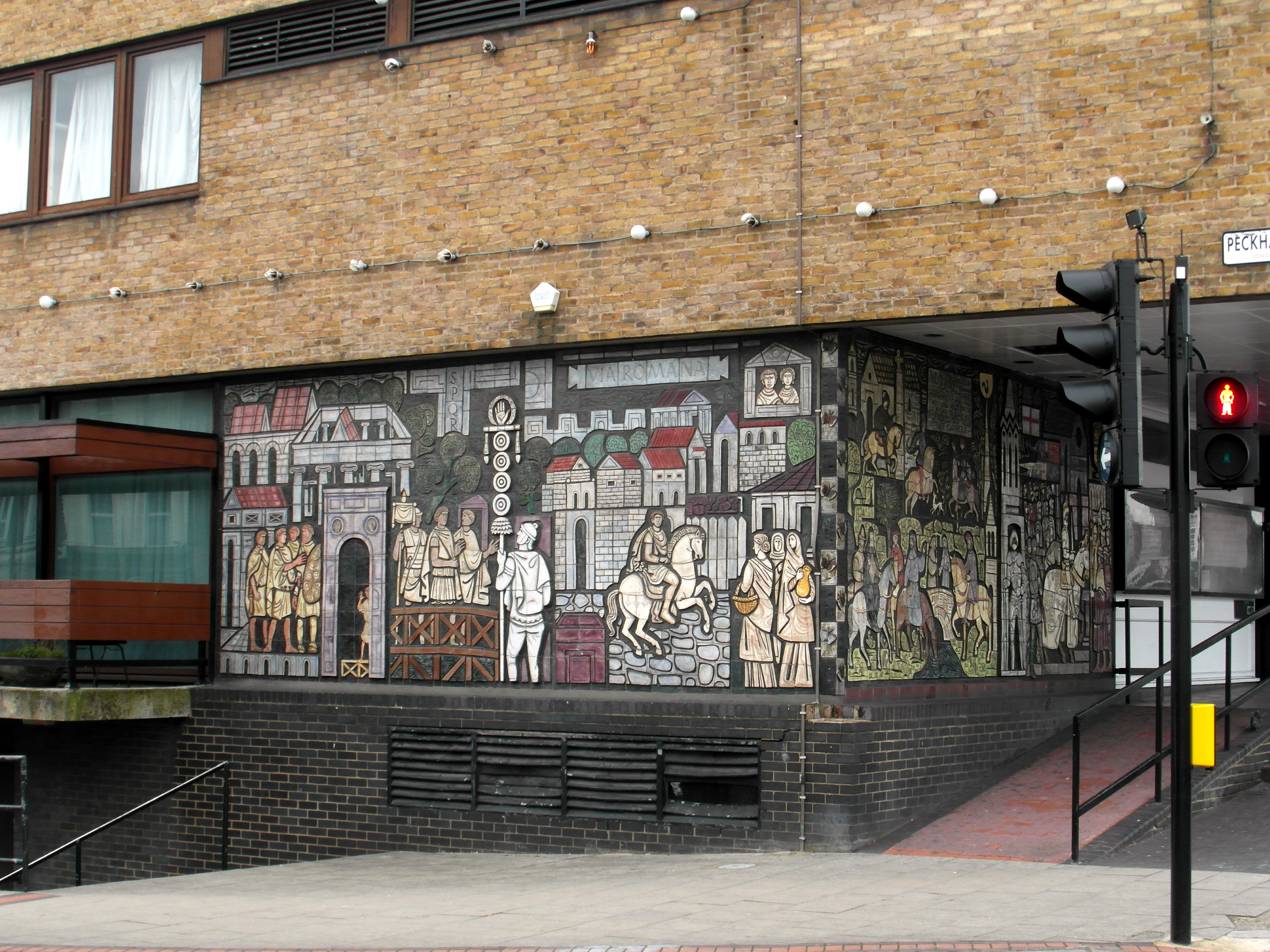
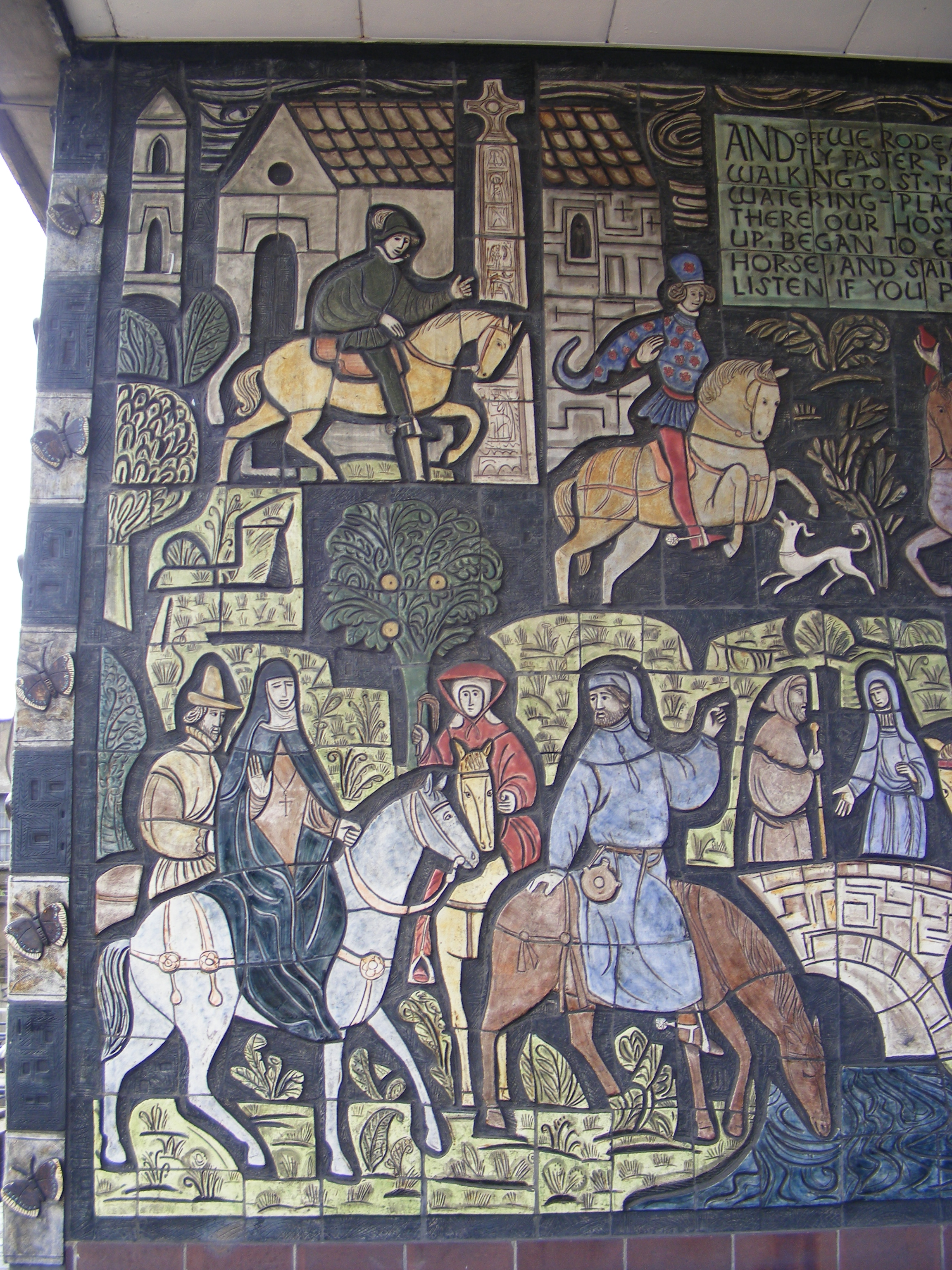
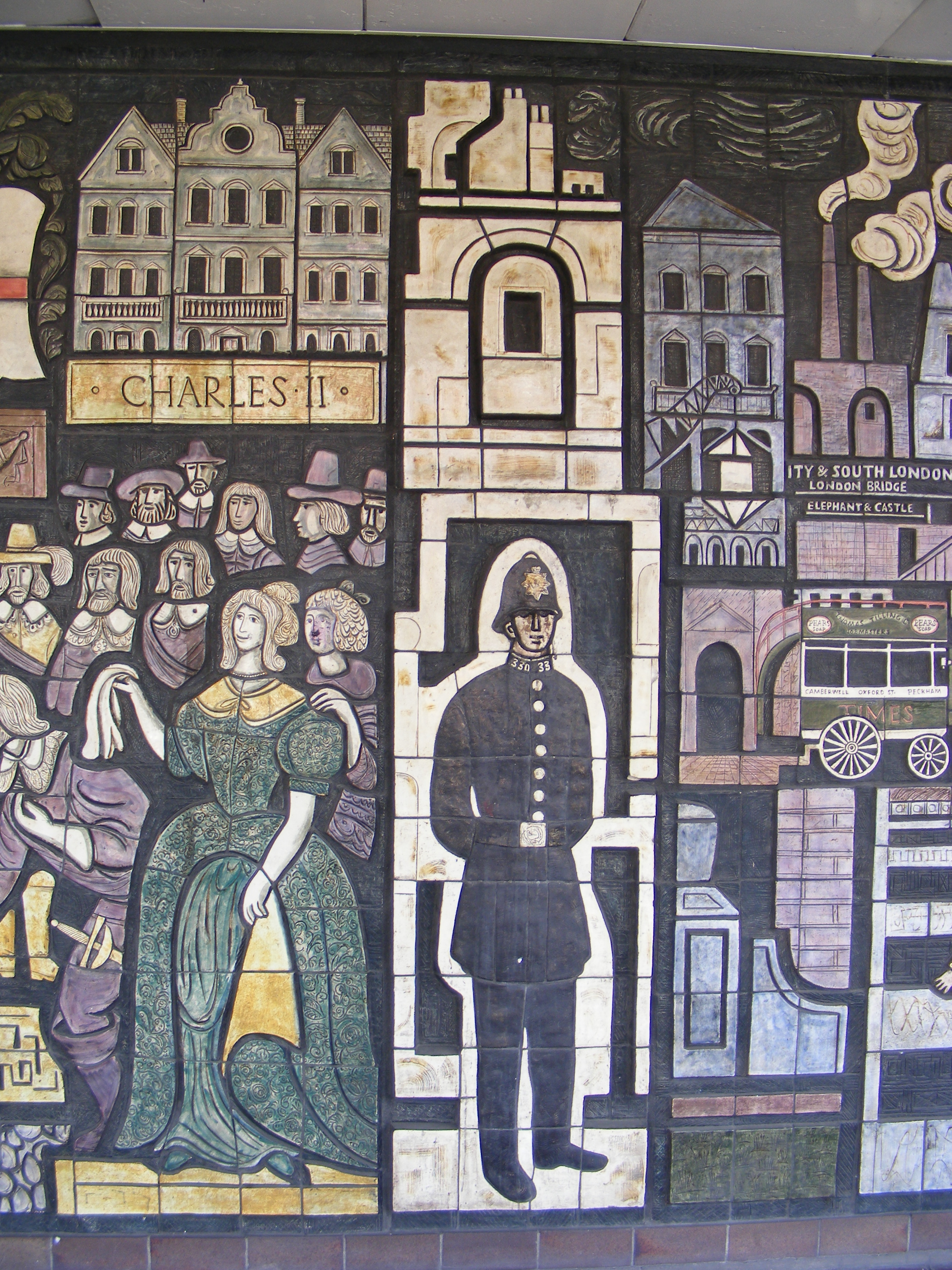
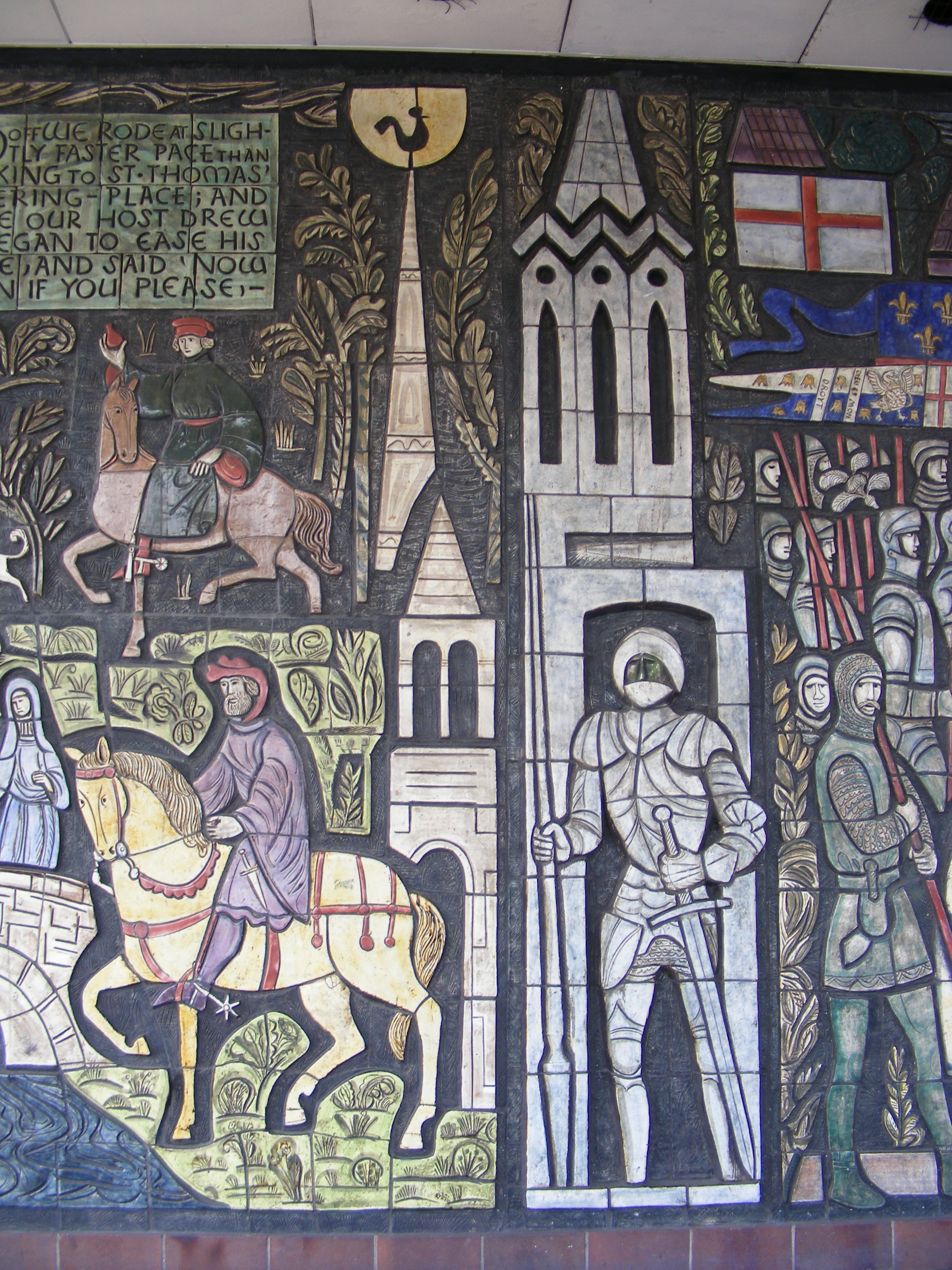
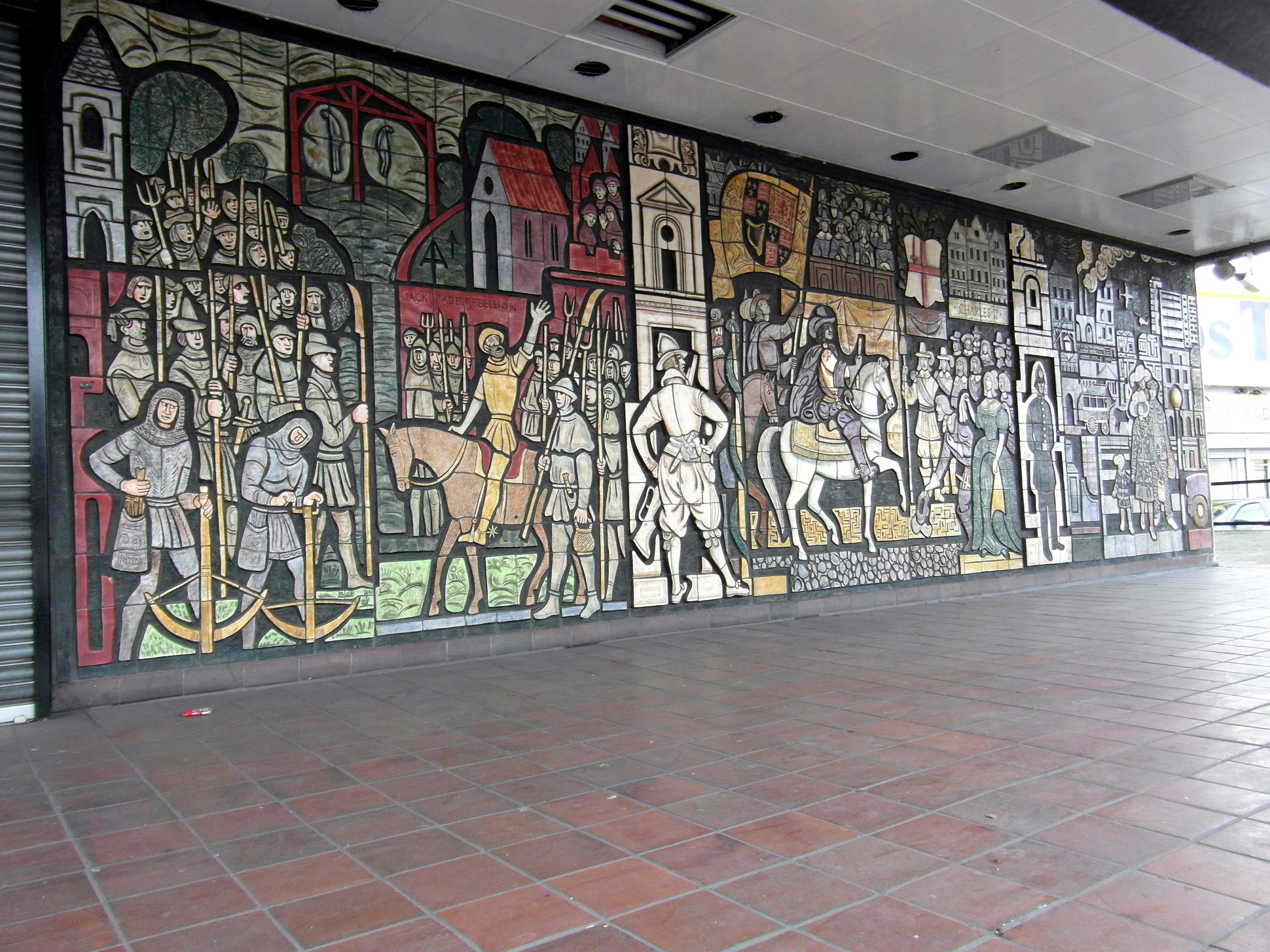
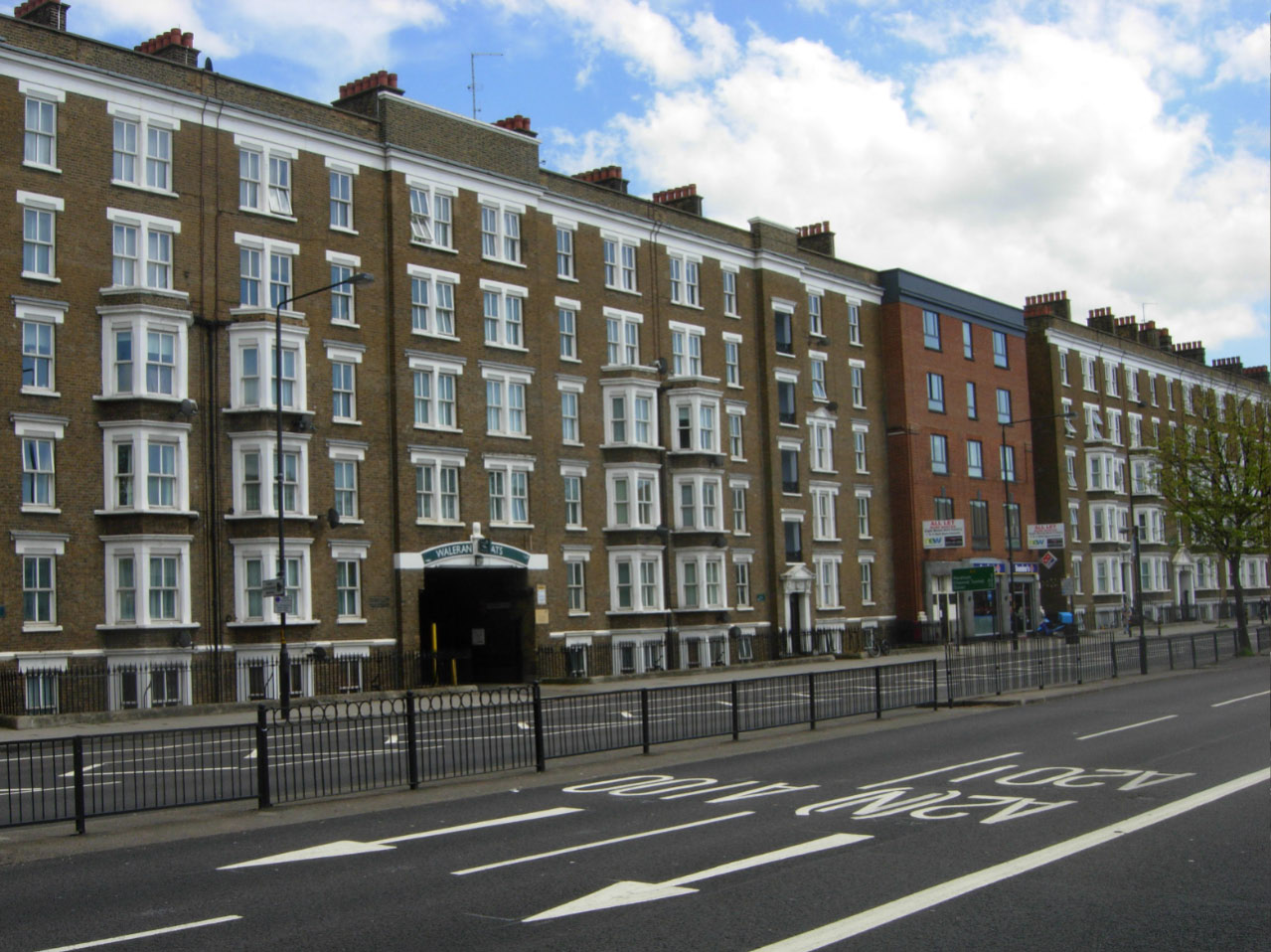
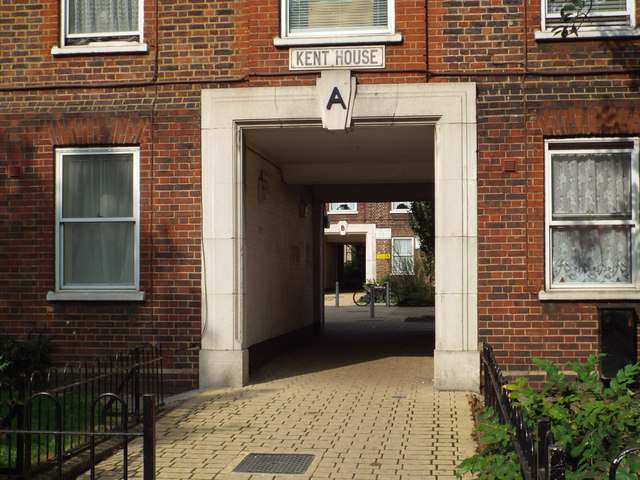
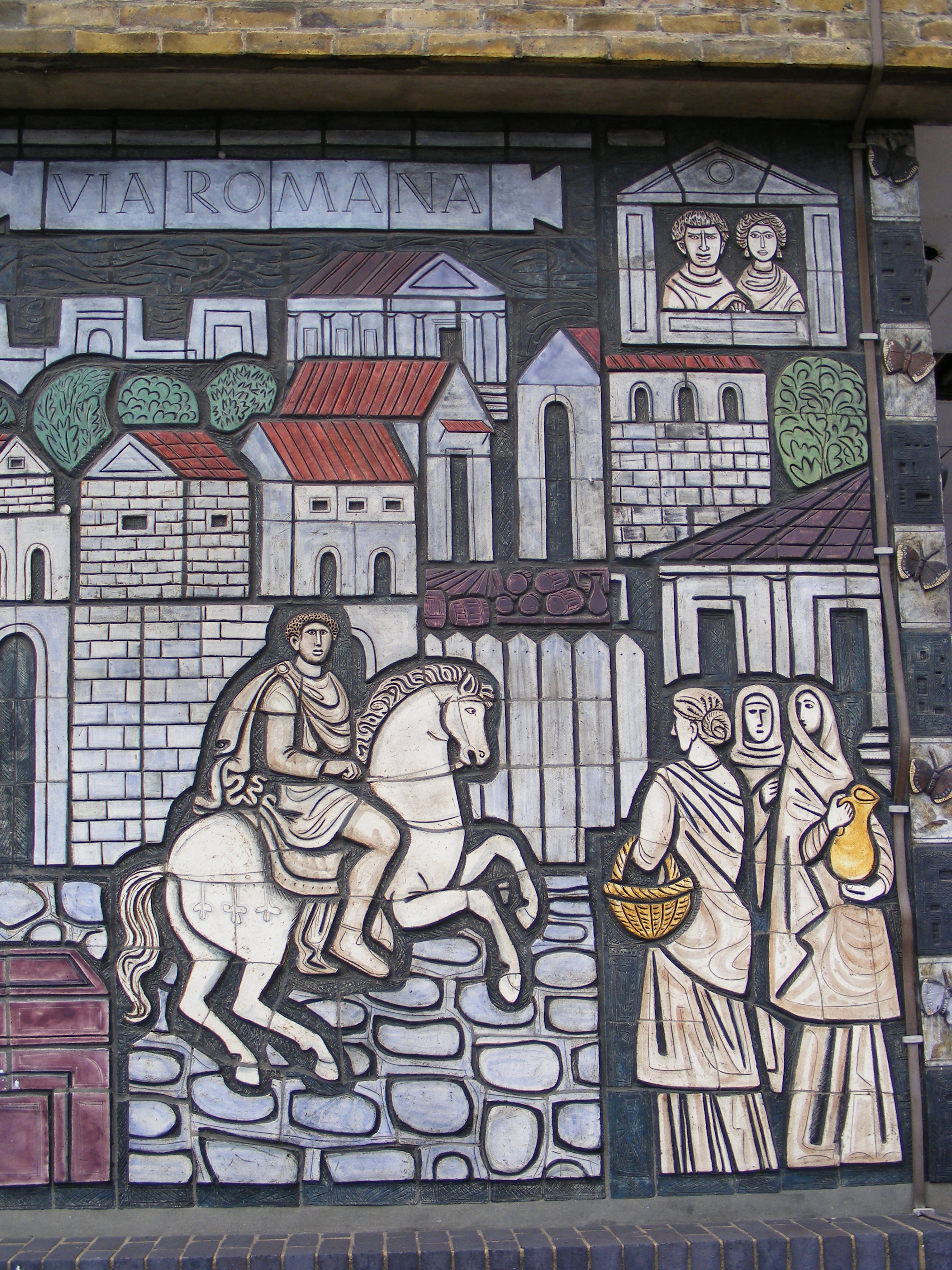
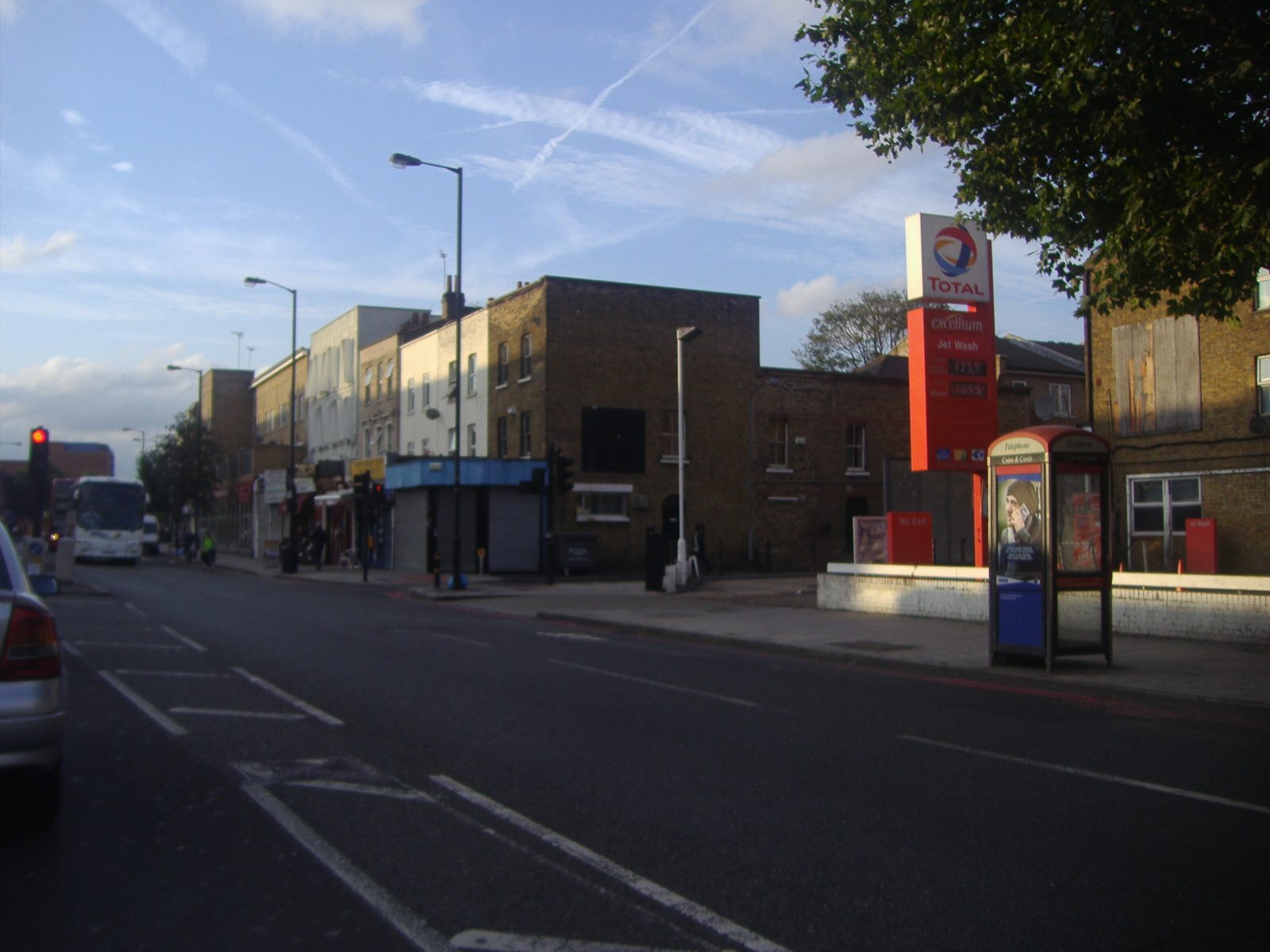
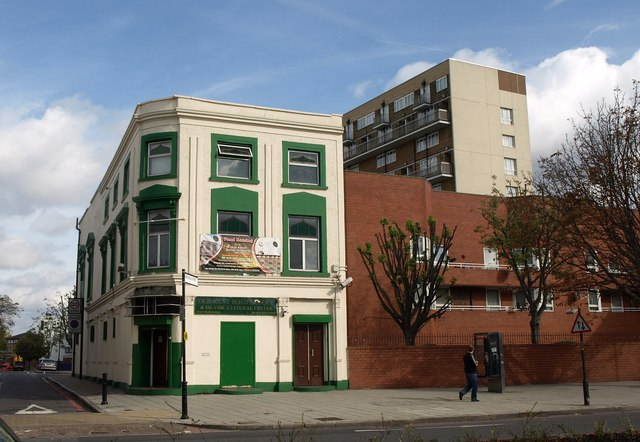
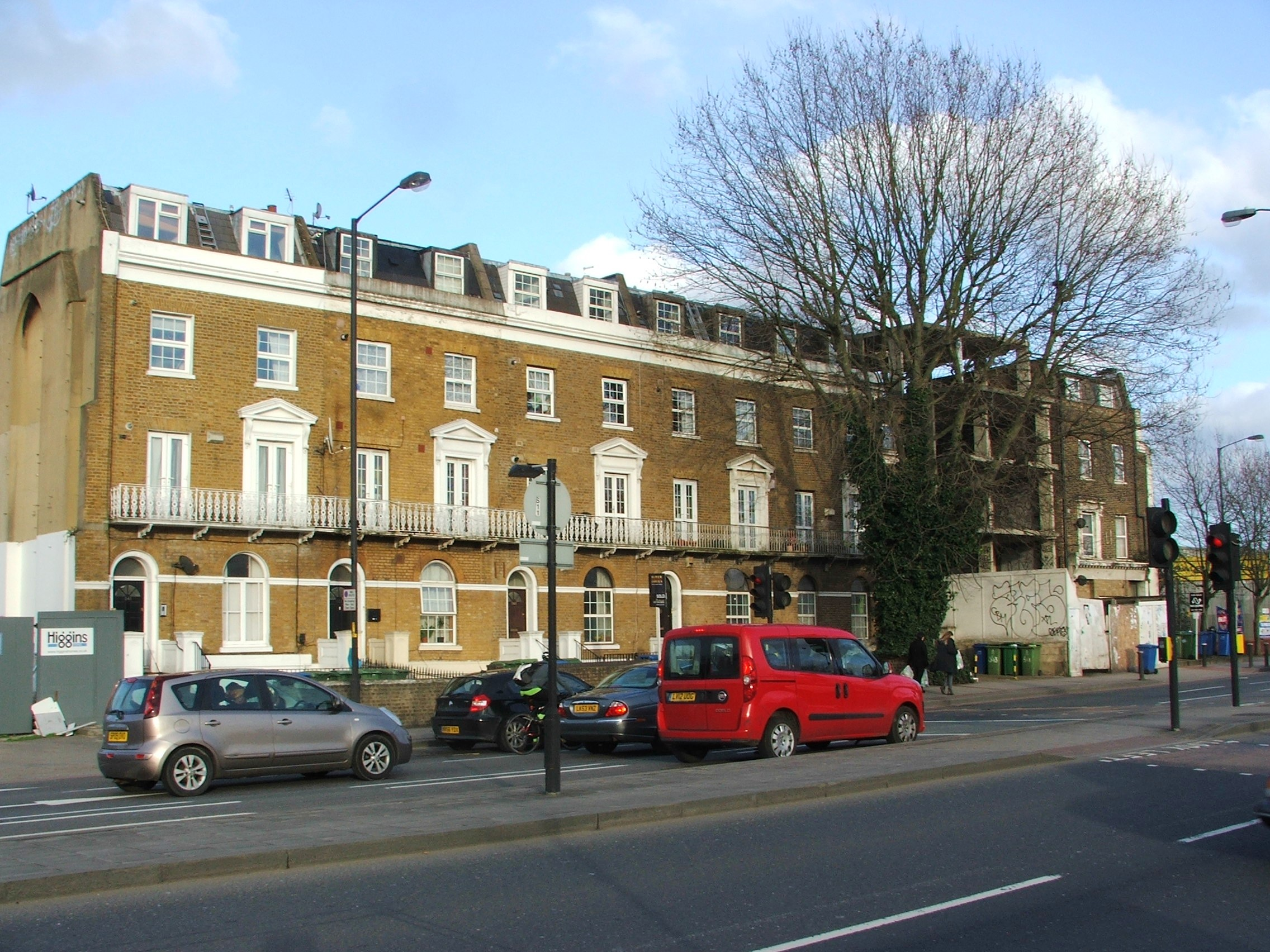
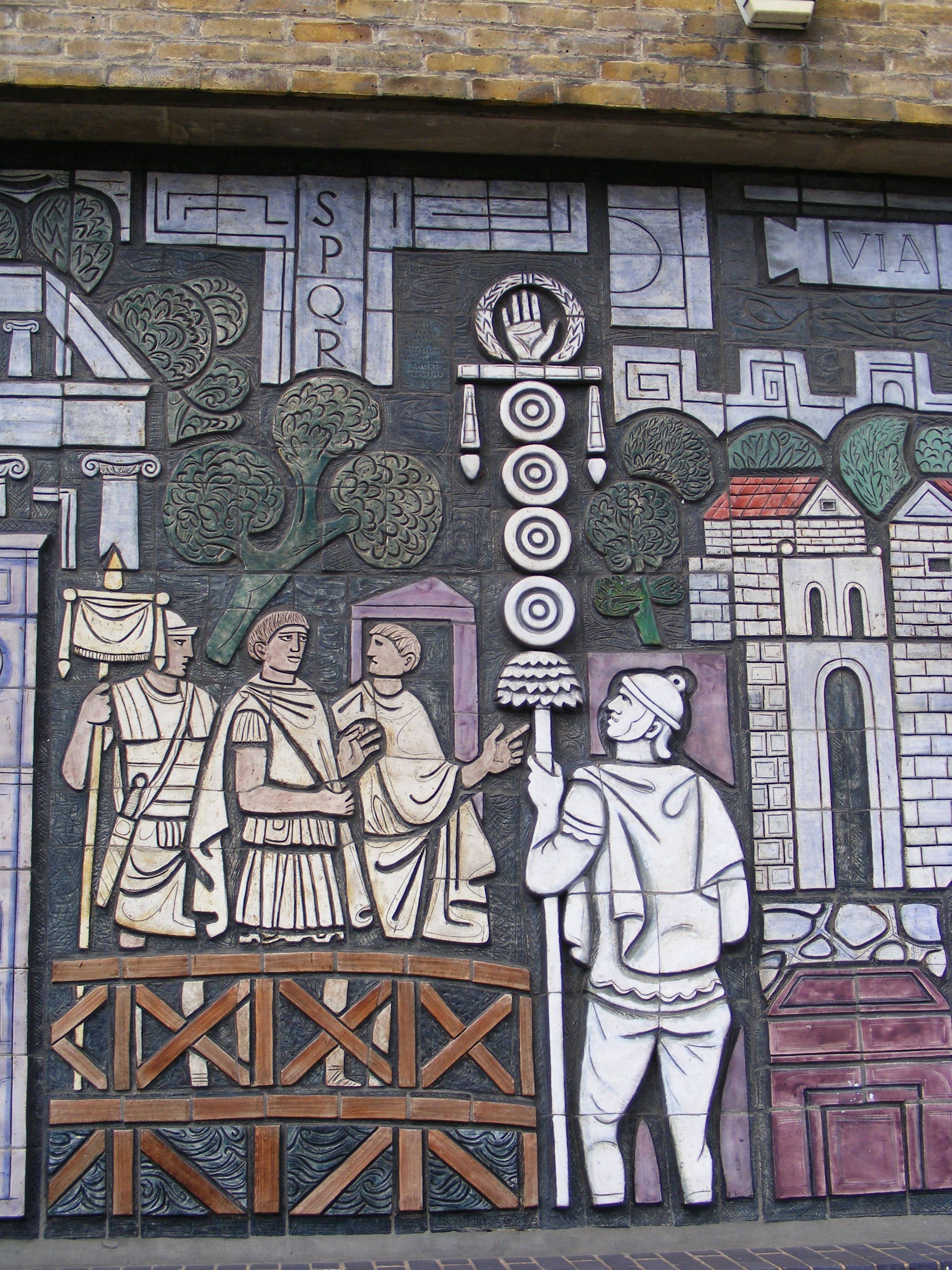